# Полетьева, Светлана Филимоновна
Полетьева Светлана Филимоновна (15 декабря, 1943 год, Теньги, Рыбновский район,Сахалинская область) — советский, российский педагог. Учитель нивхского языка. Составитель нивхско-русского словаря. Заслуженный учитель Российской Федерации (2003).

## Биография
Светлана Филимоновна Полетьева родилась 15 декабря 1943 года в селе Теньги Рыбновского района Сахалинской области. По окончании школы в составе культбазы поступила в Александровск-Сахалинское педучилище, затем — Ленинградский государственный педагогический институт имени А. И. Герцена на факультет «География и биология».
В 1969 году после окончания института приехала работать по специальности в Хоэнскую школу. Затем уехала в Иркутскую область, но из-за ухудшения здоровья в 1975 году вернулась на Сахалин, в Некрасовскую среднюю школу-интернат.
Из-за отсутствия вакансии учителя географии или биологии, согласилась работать воспитателем в интернате. В 1981 году было вновь решено ввести преподавание нивхского языка в начальных классах. Полетьева начала обучать нивхских детей родному языку.
Никаких методических материалов не было, учиться было не у кого. Опираясь на методику преподавания иностранных языков Полетьева вырабатывала методику преподавания нивхского языка в начальных классах.
Накопленные за десятилетие материалы вошли в книгу для дополнительного чтения «Лый бетар», изданную в 1992 году в соавторстве с доктором исторических наук Ч. М. Таксами, затем увидел свет сборник нивхских сказок «Ахт Ургун». Светлана Филимоновна составила школьный «Нивхско-русский словарь» (в дополнение к уже имеющимся учебникам), «Нивхский язык в картинках».
За большой вклад в дело воспитания и обучения подрастающего поколения, в привитие нивхским детям интереса к родному языку 30 июня 2003 года Указом Президента Российской Федерации Полетьева была удостоена звания «Заслуженный учитель Российской Федерации».